# Vol espacial interplanetari

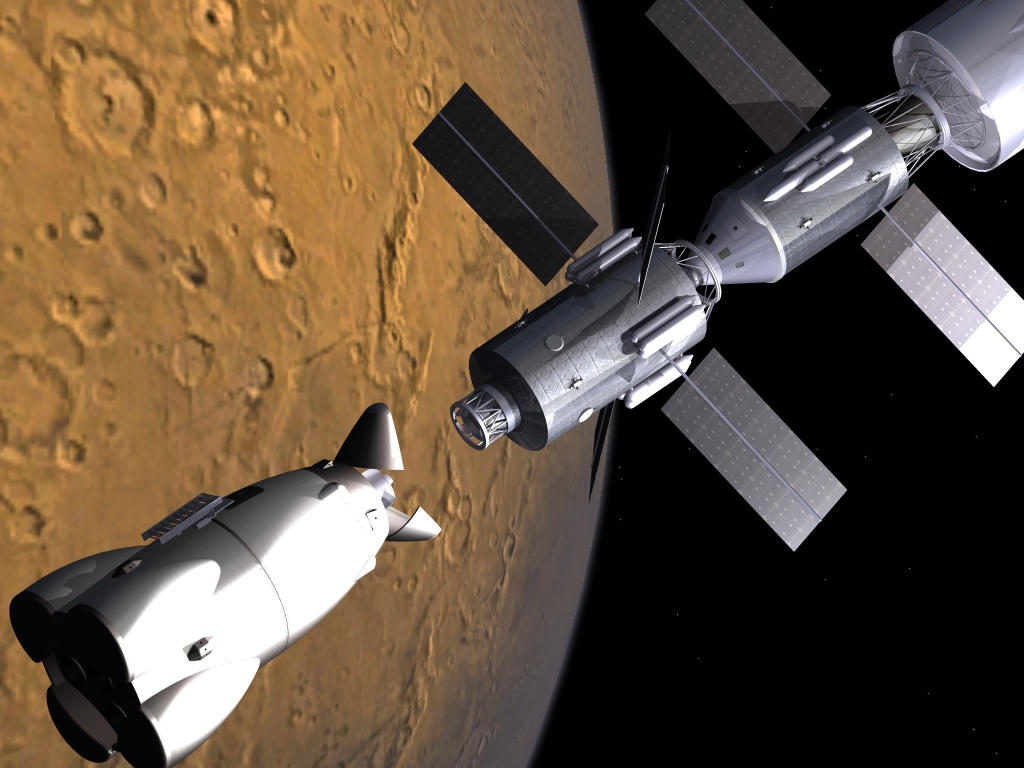
Visió artística d'una estació espacial orbitant a Mart. Una nau espacial es desacobla de l'estació utilitzant-se com a transbordador.

El vol espacial interplanetari o viatge interplanetari és el viatge entre planetes dins d'un únic sistema planetari. A la pràctica, els vols espacials d'aquests tipus són confinats per viatjar entre els planetes del sistema solar.

## Assoliments actuals en els viatges interplanetaris
Les naus espacials soviètiques del Programa Venera van ser les primeres a completar amb èxit un viatge interplanetari, entrar en l'atmosfera d'un altre planeta (Venera 3, 1966, o Venera 4, 1967), fer un aterratge controlat en el mateix (Venera 7, 1970) i enviar imatges i altres dades des de la seva superfície (Venera 9, 1975.)
Les sondes espacials guiades remotament han volat per tots els planetes del Sistema Solar, des de Mercuri fins a Neptú, amb la sonda New Horizons que va sobrevolar el planeta nan Plutó i la Dawn actualment orbitant el planeta nan Ceres. Les quatre naus espacials més distants (la Pioneer 10, Pioneer 11, Voyager 1 i Voyager 2) estan en camí de sortir del sistema solar.
En general, els orbitadors i mòduls de descens planetaris envien informacions més detallades i comprensives que les missions de sobrevol. Les sondes espacials han estat situades en òrbita al voltant de tots els cinc planetes: primer Mart (Mariner 9, 1971), llavors Venus (Venera 9, 1975; però els aterratges a Venus i les sondes atmosfèriques es van dur a terme fins i tot abans), Júpiter (Galileo, 1995), Saturn (Cassini/Huygens, 2004), i més recentment Mercuri (MESSENGER, març de 2011), i s'han rebut dades sobre aquests cossos i els seus satèl·lits naturals.
La missió NEAR Shoemaker l'any 2000 va orbitar el gran asteroide proper a la Terra, 433 Eros, i fins i tot va aterrar-hi amb èxit, encara que no havia estat dissenyat amb aquesta maniobra en un principi. La sonda d'ions japonesa Hayabusa l'any 2005 també va orbitar el petit asteroide proper a la Terra, 25143 Itokawa, aterrant-hi breument i retornar grans del seu material de la superfície cap a la Terra. Una altra missió propulsada per ions és la Dawn, que va orbitar el gran asteroide Vesta (juliol de 2011–setembre de 2012) i més tard es traslladà al planeta nan Ceres, arribant en març de 2015.
Els mòduls de descens controlats remotament com el cas del Viking, Pathfinder i dels dos Mars Exploration Rovers van aterrar en la superfície de Mart i diverses naus Venera i Vega van aterrar en la superfície de Venus. La sonda Huygens va aterrar amb èxit en la lluna de Saturn, Tità.
No hi ha hagut missions tripulades que han estat enviades a cap dels planetes del Sistema Solar. El programa Apollo de la NASA, no obstant això, va fer allunar dotze persones a la Lluna i van ser retornades a la Terra. El Vision for Space Exploration americà, originalment introduït pel President George W. Bush i posat en pràctica a través del programa Constellation, tenia com a objectiu a llarg termini enviar eventualment astronautes humans a Mart. No obstant això, l'1 de febrer de 2010, el President Barack Obama va proposar cancel·lar el programa en l'exercici fiscal del 2011. Un projecte anterior que va rebre una planificació significativa per la NASA va incloure un sobrevol tripulat de Venus en la missió Sobrevol Tripulat a Venus, però va ser cancel·lada quan el Apollo Applications Program es va tancar a causa de les retallades pressupostàries de la NASA a finals de 1960.

## Raons pel viatge interplanetari
Els costos i riscos dels viatges interplanetaris van rebre molta publicitat — els exemples espectaculars inclouen les avaries o errors complets de sondes no tripulades com el Mars 96, Deep Space 2 i Beagle 2 (l'article Llista de les sondes del sistema solar es proporciona una llista completa).
Molts astrònoms, geòlegs i biòlegs creuen que l'exploració del sistema solar proporciona coneixements que no es podrien obtenir mitjançant observacions des de la superfície terrestre o en òrbita. Però no estan d'acord sobre si les missions tripulades proven una contribució científica útil - alguns pensen que les sondes robòtiques són més barates i més segures, mentre que altres sostenen que, o bé els astronautes són aconsellats pels científics terrestres, o potències espacials assessorades per científics terrestres, es poden respondre amb major flexibilitat i intel·ligentment a les característiques noves o inesperades de la regió que estan explorant.
Els que paguen per aquest tipus de missions (principalment en el sector públic) tenen més probabilitats d'estar interessats pels seus beneficis o per a la humanitat en el seu conjunt. Fins ara, els únics beneficis d'aquest tipus han estat tecnologies "spin-off" que van ser desenvolupades per a missions espacials i després es va trobar de ser almenys tan útil que en altres activitats (la NASA Arxivat 2012-04-04 a Wayback Machine. va publicar els spin-offs de les seves activitats).
Altres motivacions pràctiques per als viatges interplanetaris són més especulatives, perquè les tecnologies actuals no estan encara prou avançades com per donar suport a projectes de prova. Però els escriptors de ciència-ficció tenen un historial bastant bo en la predicció de les tecnologies del futur - per exemple, els satèl·lits de comunicacions geosíncrons (Arthur C. Clarke) i molts aspectes de la tecnologia informàtica (Mack Reynolds).
Moltes històries de ciència-ficció (en particular les història de Grand Tour de Ben Bova) compten amb una descripció detallada de com es podria extreure minerals dels asteroides i energia a partir de fonts que inclouen els panells solars orbitals (sense obstacles pels núvols) i el potent camp magnètic de Júpiter. Alguns assenyalen que aquestes tècniques poden ser l'única manera de proporcionar els creixents estàndards de vida sense ser detinguts per la contaminació o per l'esgotament dels recursos de la Terra (per exemple el pic petrolier).
Finalment, la colonització d'altres parts del sistema solar impediria que l'espècie humana sigui exterminada per qualsevol esdeveniment possibles (vegeu extinció de la humanitat). Un d'aquests possibles esdeveniments és un impacte astronòmic com la que pot haver resultat en l'extinció del Cretaci-Paleogen. Encara que diversos projectes de resguard de l'espai que monitoreixen el sistema solar per objectes que poguessin sobrevolar o impactar amb la Terra, les actuals estratègies de mitigació d'asteroides estan en els inicis i sense revisar. Per fer la tasca més difícil, la condrita carbonatada són més aviat de sutge i, per tant, molt difícil de detectar. Encara que les condrites carbonàcies es creuen que són rares però algunes són molt grans i hi ha la sospita del "l'extinció dels dinosaures", que pot haver estat una condrita carbonosa.
Alguns científics, entre ells membres de la Space Studies Institute, argumenten que la majoria de la humanitat eventualment viurà a l'espai i es beneficiarà de fer-ho.

## Tècniques de viatges econòmics

Òrbita realitzada per la sonda NEAR Shoemaker al voltant de 433 Eros el 19 de setembre de 2000, a una altitud de 100 km.

El viatge interplanetari ha de resoldre dos problemes diferents de l'escapament del planeta d'origen:
- El planeta de la qual la nau espacial es mou comença al voltant del Sol a una velocitat diferent que el planeta perquè la nau espacial està viatjant, ja que els dos planetes es troben a diferents distàncies del Sol (a causa de la tercera llei de Kepler). Així que quan s'aproxima a la seva destinació, la nau espacial ha d'augmentar la seva velocitat si la destinació està més a prop del Sol, o disminuir la seva velocitat si la destinació està més lluny (suposant una òrbita de transferència de Hohmann).
- Si la destinació està més lluny, la nau espacial s'ha d'elevar "cap amunt" en contra de la força de la gravetat solar.

Fer això per la força bruta - l'acceleració en la ruta més curta cap a la destinació i, a continuació, si és que està més lluny del Sol, desaccelerant per igualar la velocitat del planeta - requeriria una quantitat extremadament gran de combustible. I el combustible requerit per la desacceleració i la velocitat d'igualació ha de ser llançat juntament amb la càrrega útil i, per tant, és necessari més combustible en la fase d'acceleració.
El canvi en la velocitat (delta-v) necessari perquè coincideixi amb la velocitat amb un altre planeta és sorprenentment gran. Per exemple Venus orbita al voltant de 5,2 km/s més ràpid que la Terra i Mart orbita a 5,7 km/s més lentament. Per posar aquestes xifres en perspectiva, la velocitat d'escapament de la Terra és al voltant d'11,2 km/segon. Així coincidir la velocitat de la llançadora espacial amb la de Venus o Mart requeriria un percentatge important de l'energia que s'utilitza per posar en marxa un servei de transport des de la superfície terrestre.

### Transferències de Hohmann

Òrbita de Transferència de Hohmann: una nau espacial surt del punt 2 de l'òrbita de la Terra i arriba al punt 3 a Mart

Durant molts anys, els viatges interplanetaris econòmics significaven utilitzar l'òrbita de transferència de Hohmann. Hohmann va demostrar que la ruta de menor energia entre dues òrbites és una "òrbita" el·líptica que forma una tangent a les òrbites de partida i de destinació. Quan la nau espacial arriba, un segon impuls tornaria a circular l'òrbita en la nova ubicació. En el cas de transferències planetàries això significa dirigir la nau espacial, originalment en una òrbita gairebé idèntica a la Terra, de manera que l'àpside de l'òrbita de transferència és al costat més allunyat del Sol, a prop de l'òrbita d'un altre planeta. Una nau espacial que viatja des de la Terra a Mart a través d'aquest mètode s'arriba prop de l'òrbita de Mart en uns 8,5 mesos, però pel fet que la velocitat orbital és major quan més a prop del centre de masses (és a dir, el Sol) i més lent quan és més lluny del centre, la nau que viatja molt a poc a poc i amb un petit impuls és tot el que es necessita per posar-lo en un òrbita circular al voltant de Mart. Si la maniobra es mesura el temps correctament, Mart "arribarà" en virtut de la nau espacial quan això succeeix.
La transferència de Hohmann s'aplica a qualsevol de les dues òrbites, i no només els que tenen planetes involucrats. Per exemple, és la forma més comuna de transferir satèl·lits en òrbita geoestacionària, quan es troba "aparcat" en òrbita terrestre baixa. No obstant això, la transferència de Hohmann pren una quantitat de temps similar a la mitjana del període orbital de l'òrbita exterior, de manera que en el cas dels planetes exteriors es tracta de molts anys - massa temps per esperar. També es basa en la suposició que els punts en ambdós extrems són sense massa, com en el cas quan es transfereix entre dues òrbites al voltant de la Terra, per exemple. Amb un planeta a l'extrem de destinació de la transferència, els càlculs es tornen molt més complexos.

### Assistència o catapulta gravitatòria

L'exemple simplificat de l'assistència gravitatòria: els canvis de velocitat de la nau és de fins a dues vegades la velocitat del planeta

La tècnica de la catapulta gravitacional utilitza la gravetat dels planetes i les llunes per canviar la velocitat i direcció d'una nau espacial sense utilitzar combustible. En l'exemple típic, una nau espacial és enviada a un planeta distant en un camí que és molt més ràpid que el que la transferència de Hohmann exigiria. Normalment, això significaria que seria arribar a l'òrbita del planeta i continuar més enllà d'ella. No obstant això, si hi ha un planeta entre el punt de partida i el de destinació, que pot ser usat per doblar la trajectòria cap a l'objectiu, i en molts casos, el temps de viatge total es redueix en gran manera. Un bon exemple d'això són les dues sondes del programa Voyager, que utilitzen efectes gravitacionals per canviar trajectòries diverses vegades en el Sistema Solar exterior. És difícil utilitzar aquest mètode per al recorregut per l'interior del Sistema Solar, si bé és possible utilitzar altres planetes propers, com Venus o fins i tot la Lluna com a impuls per a viatges cap als planetes exteriors.
Aquesta maniobra només es pot canviar la velocitat en relació amb un tercer objecte, no compromès, d'un objecte - possiblement el "centre de massa" o el sol. No hi ha cap canvi en les velocitats dels dos objectes implicats en la maniobra amb relació a una altra. El Sol no es pot utilitzar en un impuls gravitatori, ja que està parat en comparació amb la resta del Sistema Solar, que orbita el sol. Pot ser utilitzat per enviar una nau espacial o sonda a la galàxia pel fet que el Sol gira al voltant del centre de la Via Làctia.

### Impuls d'Oberth
Un impuls gravitatori artificial és l'ús d'un motor de coet en l'acostament a un cos celeste (periàpside). L'ús en aquest punt es multiplica l'efecte de la delta-v, i dona un efecte més gran que en altres moments.

### Òrbites difuses
Els ordinadors no existien quan es va proposar la primera òrbita de transferència de Hohmann (1925) i eren lents, costosos i poc fiables quan es van utilitzar els impulsos gravitacionals (1959). Els recents avenços en informàtica han fet possible l'explotació de moltes més característiques dels camps gravitacionals dels cossos astronòmics, i així calcular fins i tot les trajectòries de menor cost. S'han calculat camins enllaçant els punts de Lagrange dels diversos planetes en una suposada Xarxa de Transport Interplanetari (Interplanetary Transport Network o ITN en anglès). Com a "òrbites difuses" utilitzen molta menys energia que les transferències de Hohmann, però són sovint molt més lentes. No poden oferir avantatges tant per a missions tripulades o per les missions de recerca científica, però poden ser útils per a grans volums de transport de baix valor de mercaderies quan la humanitat es desenvolupés una economia basada en l'espai.

### Aerofrenada

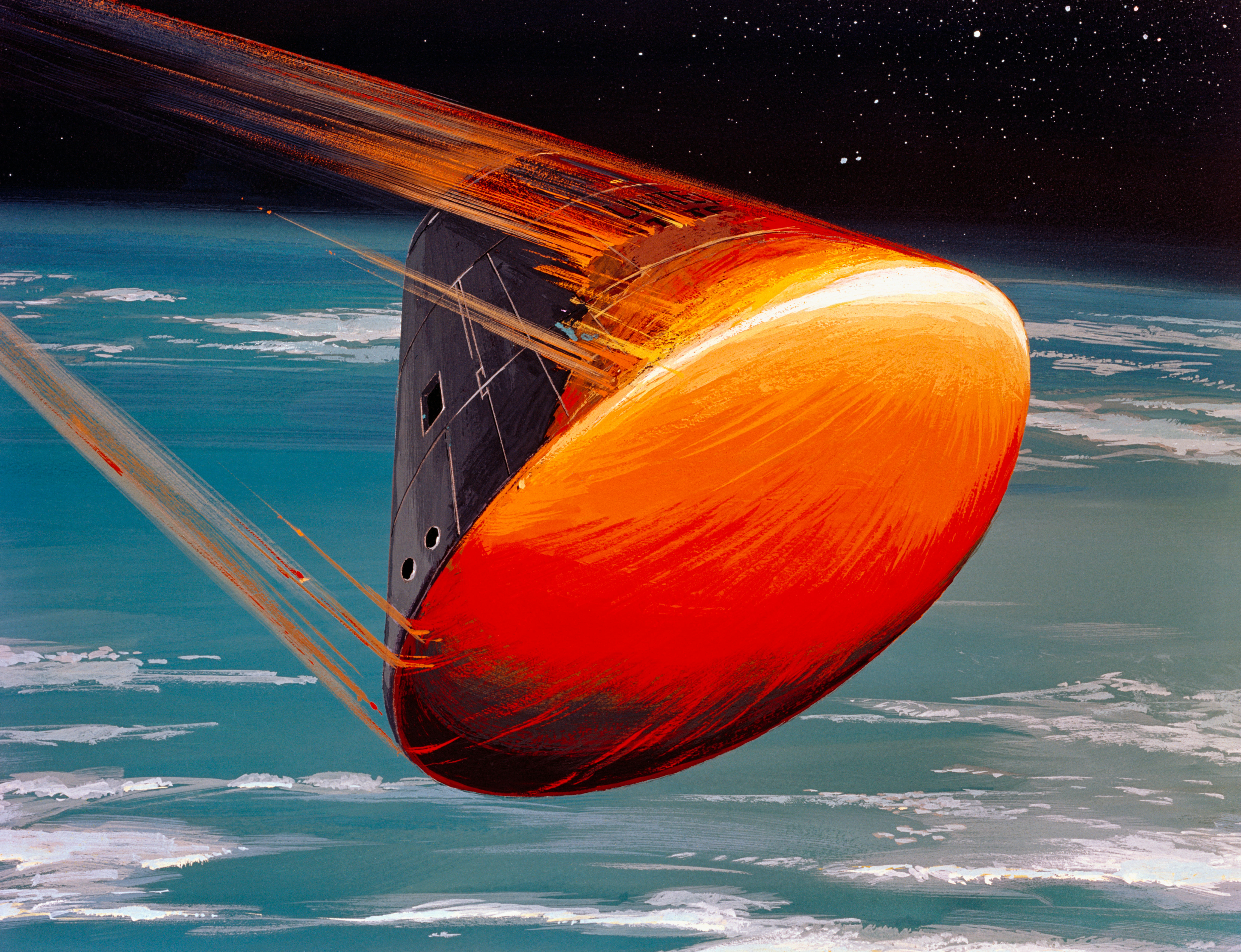
El Mòdul de Comandament Apollo volant en un angle d'atac alt per aerofrenar en l'atmosfera (interpretació artística)

L'aerofrenada utilitza l'atmosfera del planeta de destinació per reduir la velocitat. Es va utilitzar primer en el programa Apollo on la nau espacial de tornada no va entrar en l'òrbita de la Terra però en el seu lloc va utilitzar un perfil en forma de S de descens vertical (començant amb un descens inicialment pronunciat, seguida d'una estabilització, d'una lleugera pujada i un retorn a una taxa positiva de descens continu en arribar a l'oceà) a través l'atmosfera terrestre per reduir la seva velocitat fins que el sistema de paracaigudes es pogués desplegar permetent un aterratge segur. L'aerofrenada no requereix una atmosfera gruixuda - per exemple, la majoria d'aterratges a Mart utilitzen la tècnica, i l'atmosfera de Mart és només al voltant de l'1% del gruix de la Terra.
L'aerofrenada converteix l'energia cinètica de la nau espacial en calor, per tant requereix escut tèrmic per evitar que la nau es cremi. Com a resultat, l'aerofrenada només és útil en els casos en què el combustible necessari per al transport de la pantalla tèrmica al planeta és menor que el combustible que seria necessari per a una frenada de nau espacial sense blindatge per l'impuls dels seus motors.

## Tecnologies de viatge millorades
Diverses tecnologies han estat proposades per estalviar combustible i proporcionar un desplaçament molt més ràpid que les transferències de Hohmann. La majoria són encara només teòriques, però la missió Deep Space 1 va ser una prova amb molt èxit d'un motor iònic. Aquestes tecnologies millorades es concentren en un o més punts:
- Els sistemes de propulsió espacial amb millor estalvi de combustible. Aquests sistemes fan possible viatjar molt més ràpid, mantenint el cost del combustible dins de límits acceptables.
- Amb l'ús d'energia solar i d'Utilització de recursos in situ (URIS) per evitar o minimitzar la costosa tasca d'enviament de components i de combustible des de la superfície de la Terra, en contra de la gravetat de la Terra (vegeu "Ús de recursos extraterrestres", més avall).

A més de fer els viatges més ràpids, aquestes millores permeten un major disseny en "marges de seguretat" mitjançant la reducció de la necessitat imperiosa de fer la nau més lleugera.

### Conceptes de coets millorats
Tots els conceptes de coets estan limitats per l'equació del coet, que estableix la velocitat característica disponible com una funció de la velocitat d'escapament i la relació de massa, d'inicialment la massa (M0, incloent el combustible) a final (M1, combustible esgotat). La principal conseqüència és que les velocitats de missió de més d'unes poques vegades la velocitat del coet d'escapament del motor (pel que fa al vehicle) el converteix ràpidament en poc pràctic.

#### Coets termonuclears i termosolars

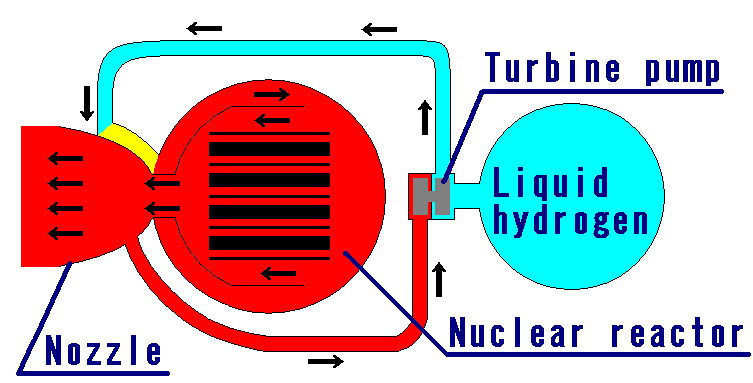
Esquema d'un motor termonuclear

En un coet termonuclear o termosolar es treballa amb un fluid, normalment hidrogen, s'escalfa a una temperatura alta, i després s'expandeix a través d'una tovera de coet per crear empenyiment. L'energia substitueix a l'energia química dels productes químics reactius en un motor de coet tradicional. A causa de la baixa massa molecular i, per tant, l'alta velocitat tèrmica d'hidrogen d'aquests motors són eficients almenys el doble del combustible que els motors químics, fins i tot després d'incloure el pes del reactor.
La Comissió de l'Energia Atòmica dels Estats Units i la NASA ha provat alguns dissenys des del 1959 al 1968. Els dissenys de la NASA van ser concebuts com a substituts de les etapes superiors del vehicle de llançament del Saturn V, però les proves van revelar problemes de fiabilitat, principalment causades per la vibració i la calor involucrada en el funcionament dels motors a nivells alts d'empenyiment. Les consideracions polítiques i ambientals fan que sigui poc probable que aquest tipus de motor s'utilitzi en el futur previsible, ja que els coets nuclears tèrmics serien més útil en o prop de la superfície de la Terra i les conseqüències d'un mal funcionament podria ser desastrós. Els conceptes basats en els coets tèrmics de fissió produeixen baixes velocitats d'escapament que els conceptes elèctrics i de plasma es descriuen a continuació, i són menys adequats excepte per a aplicacions que requereixen alt empenyiment-a-pes, com en l'escapament planetari.

#### Propulsió elèctrica
Els sistemes de propulsió elèctrica utilitzen una font externa com ara un reactor nuclear o cèl·lules fotoelèctriques per generar electricitat, que després s'utilitza per accelerar un propel·lent inert químicament a velocitats molt més altes que les aconseguides en un coet químic. Aquestes unitats produeixen una empenta feble, i són per tant inadequades per a maniobres ràpides o per al llançament de la superfície d'un planeta. Però són tan econòmiques en el seu ús de reacció en massa que posen seguir engegant-se contínuament durant dies o setmanes, mentre que els coets químics esgoten la massa de reacció de manera tan ràpida que només pot engegar-se durant uns segons o minuts. Fins i tot, per a un viatge a la Lluna és temps suficient perquè un sistema de propulsió elèctrica vagi més ràpid que un coet químic – les missions Apollo van durar 3 dies per arribar en la seva destinació.
El Deep Space One de la NASA va ser una prova molt reeixida d'un prototip de motor iònic, que va ser encès en un total de 678 dies i va permetre que la sonda arribi al Cometa Borrelly, una gesta que hagués estat impossible per a un coet químic de la seva mida. La sonda Dawn, la primera missió operacional de la NASA (ja no era una demostració tecnològica) que va utilitzar un motor iònic per a la seva propulsió primària, està en camí per explorar i orbitar al voltant del gran cinturó d'asteroides amb 1 Ceres i 4 Vesta. Com a projecte més ambiciós, amb versió de propulsió nuclear era destinat a una missió no tripulada a Júpiter, el Jupiter Icy Moons Orbiter (JIMO), originalment planejat per ser llançat en algun moment de la pròxima dècada. A causa d'un canvi en les prioritats de la NASA que va afavorir a les missions espacials tripulades, el projecte va perdre el finançament el 2005. Una missió similar es troba en discussió com a programa conjunt de la NASA i la ESA per a l'exploració d'Europa i Ganímedes.
Un equip de la NASA del Johnson Spaceflight Center, en el gener del 2011 va descriure el "Nautilus-X", un estudi de concepte per a un vehicle espacial multi-missió d'exploració per a les missions més enllà de l'òrbita terrestre baixa (LEO), de fins a 24 mesos de durada per a una tripulació de fins a sis. Tot i que el Nautilus-X és adaptable a una varietat de conjunts de tipus diferents propulsió de poc empenyiment, els dissenys d'impulsos específics alts (Isp), es mostra un motor iònicelèctric o nuclear per a propòsits il·lustratius. Està destinat a la integració i comprovació en l'Estació Espacial Internacional (ISS), i seria adequat per a missions d'espai profund de la ISS i més enllà de la Lluna, incloent els punts L1 Terra/Lluna, L2 Sol/Terra, asteroides propers a la Terra, i destinacions orbitals marcianes. Incorpora una roda centrifugadora per proporcionar gravetat artificial per a la salut de la tripulació per millorar els efectes de l'exposició de la microgravetat a llarg termini, i la capacitat per mitigar la radiació espacial de l'entorn.

#### Coets de fissió
En l'actualitat, hi ha programades tot una sèrie de missions de propulsió elèctrica, que utilitzen cèl·lules fotoelèctriques, limitant la seva capacitat d'operar lluny del Sol, i també limita la seva acceleració màxima a causa de la massa de la font d'energia elèctrica. Els motors elèctrics nuclears o de plasma, per al funcionament durant llargs períodes a baix empenyiment i alimentat pels reactors de fissió, poden aconseguir velocitats molt majors que els vehicles propulsats químicament.

#### Coets de fusió
Els coets de fusió, alimentats per reaccions de fusió nuclear, poden "cremar" amb combustibles lleugers com els elements de deuteri, triti, o 3He. Com que els rendiments de fusió és de l'1% de la massa de combustible nuclear com a energia alliberada, que és energèticament més favorable que la fissió, que allibera només el 0,1% de la massa de l'energia del combustible. No obstant això, qualsevol de les tecnologies de fissió o fusió, en principi, podrien assolir velocitats molt més altes necessàries per a l'exploració del Sistema Solar, i l'energia de fusió segueix esperant una demostració pràctica a la Terra.
Una de les propostes mitjançant un coet de fusió va ser el Projecte Daedalus. Un altre sistema de vehicle bastant detallat, dissenyat i optimitzat per a l'exploració tripulada del Sistema Solar, el "Discovery II", basada en la reacció del D3He però amb l'ús d'hidrogen com a massa de reacció, ha estat descrita per un equip de Glenn Research Center de la NASA. S'aconsegueix velocitats característiques de fins a >300 km/s amb una acceleració de ~1,7•10−3 g, amb una massa inicial de la nau de ~1700 tones mètriques, i la fracció de càrrega útil superior a 10%.

### Vel·les solars
Les veles solars es basen en el fet que la llum reflectida d'una superfície hi exerceix pressió. La pressió de radiació és petita i disminueix pel quadrat de la distància des del Sol, però a diferència dels coets, les veles solars no requereixen combustible. Encara que la idea central és senzilla, funcionaria sempre que brillés el sol i la vela fos desplegada.
El concepte original es va basar únicament en la radiació del Sol – per exemple en la història d'Arthur C. Clarke (1965), "Sunjammer". Els recents dissenys de veles solars lleugeres proposen augmentar l'empenyiment amb l'afegiment de làsers o màsers a la vela. Aquests instruments també poden ajudar a la nau espacial amb vela solar a descelerar: la vela es divideix en una secció exterior i interior, la secció exterior s'empeny cap endavant i la seva forma es canvia mecànicament per enfocar la radiació reflectida a la part interior, i la radiació enfocada sobre la secció interior actua com un fre.
Encara que la majoria dels articles sobre les veles solars lleugeres s'enfoquen en el viatge interestel·lar, hi ha hagut diverses propostes per al seu ús en el sistema solar.
En l'actualitat, l'única nau que utilitza una vela solar com el principal mètode de propulsió és l'IKAROS que va ser llançat per la JAXA el 21 de maig de 2010. Des de llavors s'ha desplegat amb èxit i va demostrar la propulsió d'acceleració com s'esperava. Les naus espacials i els satèl·lits ordinaris també utilitzen col·lectors solars, panells de control de temperatura i para-sols com les veles solars, per fer petites correccions d'altitud i òrbita sense utilitzar combustible. Alguns fins i tot han estat construïts especialment com a veles solars per a aquest ús (per exemple els satèl·lits de comunicacions geoestacionaris Eurostar E3000 construïts per EADS Astrium).

### Cíclics
És possible posar les estacions o naus espacials en òrbites alternes entre diferents planetes, per exemple un cíclic de Mart podria rondar síncronament entre Mart i la Terra, amb molt poc ús de propel·lent per mantenir la trajectòria. Els cíclics són conceptualment una bona idea, perquè els escuts massius de radiació, els equips de suport vital i altres components només s'han de col·locar en la trajectòria cíclica. Un cíclic podria combinar diverses funcions: hàbitat (per exemple, podria girar per produir un efecte de "gravetat artificial"); nau espacial nodrissa (proporcionant suport vital per als tripulants de les nau espacials més petites que s'hi acoblarien). La principal limitació dels cíclics podria ser que viatgen a velocitat reduïda, perquè el seu funcionament podria basar-se en tècniques com ara òrbites de transferència de Hohmann i assistències gravitatòries.

### Ascensor espacial
Un ascensor espacial és una estructura dissenyada per al transport de material de la superfície d'un planeta a l'òrbita. La idea fonamental és que, una vegada que el treball costós de construir l'ascensor sigui finalitzat, un nombre indefinit de càrregues poden ser transportades en òrbita a un cost mínim. Fins i tot els dissenys més simples evitarien el cercle viciós dels llançaments de coets des de la superfície, la dificultat que: el combustible necessari per recórrer l'últim 10% de la distància a l'òrbita s'ha d'aixecar en tot el camí des de la superfície; que requereix combustible addicional; la major part del combustible addicional s'ha d'aixecar la major part de la forma abans de ser incinerada; que requereix més combustible addicional; etcètera. Els dissenys espacials més sofisticats d'ascensor redueixen el cost d'energia per viatge mitjançant l'ús de contrapesos, i els plans més ambiciosos apunten a equilibrar les càrregues que van amunt i avall i, per tant, fer el cost energètic proper a zero. Els ascensors espacials han estat de vegades també coneguts com a "fesolets màgics", "ponts espacials", "escales espacials" o "torres orbitals".
Un ascensor espacial terrestre està més enllà de la nostra tecnologia actual, encara que una ascensor espacial lunar teòricament es podria construir utilitzant materials existents.

### Ús de recursos extraterrestres
Vegeu l'article principal: Utilització de recursos in situ
Els vehicles espacials actuals intenten llançar amb tot el seu combustible (propulsors i subministrament d'energia) a bord el que necessitaran per al viatge sencer, i les estructures espacials actuals són elevades des de la superfície de la Terra. La utilització de recursos in situ és majoritàriament molt més lluny, però en la seva majoria no seria necessari aixecar fora d'un camp de gravetat molt fort i, per tant, hauria de ser molt més barat que utilitzar en l'espai a llarg termini.
El més important és el recurs de l'energia extraterrestre, ja que pot ser utilitzat per a transformar els materials extraterrestres en formes útils (alguns dels quals poden també produir energia). Almenys s'han proposat dos fons d'energia extraterrestres fonamentals: generació d'energia solar (no obstaculitzada pels núvols), ja sigui directament per cèl·lules fotoelèctriques o indirectament per la radiació solar centrant-se en les calderes que produeixen vapor per accionar generadors; i sosteniments electrodinàmics que produeixen electricitat a partir dels potents camps magnètics d'alguns planetes (Júpiter té un camp magnètic molt potent).
El gel d'aigua seria molt útil i està molt estès en les llunes de Júpiter i Saturn:
- La baixa gravetat d'aquestes llunes es converteixen en una font més barata d'aigua per a les estacions espacials i bases planetàries que s'eleva des de la superfície terrestre.
- Les fonts d'energia extraterrestres podrien ser utilitzades per realitzar l'electròlisi aigua de gel en oxigen i hidrogen per al seu ús en motors de coets de combustible líquid.
- Els coets termonuclears o termosolars podrien utilitzar-se com a massa de reacció. L'hidrogen També s'ha proposat per al seu ús en aquests motors i proporcionaria un impuls específic molt més gran (empenta per quilogram de massa de reacció), però s'ha afirmat que l'aigua supera a l'hidrogen en termes de cost/rendiment malgrat el seu menor impuls específic en diverses ordres de magnitud.[17][18]

L'oxigen és un component comú de l'escorça de la lluna, i és probablement abundant en la majoria d'altres cossos del Sistema Solar. L'oxigen extraterrestre seria valuós com a font de gel d'aigua només si es troba una font adequada d'hidrogen. Els usos possibles inclouen:
- En sistemes de suport de vida de naus espacials, estacions espacials i bases planetàries.
- En motors de coet. Fins i tot si hi ha més combustible que ha de ser aixecat des de la Terra, utilitzant l'oxigen extraterrestre podria reduir els costos de propulsió de llançament fins al 2/3 per a combustible d'hidrocarbur, o el 85% per hidrogen. Els estalvis són tan altes perquè l'oxigen s'utilitza en la majoria de combinacions de propergol.

Desafortunadament l'hidrogen, juntament amb altres substàncies volàtils com el carboni i el nitrogen, són molt menys abundants que l'oxigen en el Sistema Solar interior.
Els científics esperen trobar una àmplia gamma de compostos orgànics en alguns dels planetes, llunes i cometes del sistema solar exterior, i la gamma d'usos possibles és encara més gran. Per exemple, el metà pot ser usat com un combustible (incinerat amb oxigen extraterrestre), o com a matèria primera per a processos petroquímics com ara fer plàstics. I l'amoníac podria ser una matèria primera valuosa per a la producció d'adobs per ser utilitzats en les hortes de bases orbitals i planetaris, reduint la necessitat de portar-hi l'aliment des de la Terra.
Fins i tot sense haver de processar la roca, podria ser molt pràctic com a propulsor de coets si s'utilitzen les catapultes electromagnètiques.

### Propulsió exòtica
Vegeu l'article propulsió espacial per a una discussió d'una sèrie d'altres tecnologies que podrien, en el mitjà i llarg termini, ser la base de les missions interplanetàries. A diferència de la situació amb el viatge interestel·lar, les barreres als viatges interplanetaris radiquen en l'enginyeria i l'economia en lloc de la física bàsica.

## Dificultats del viatge interplanetari tripulat

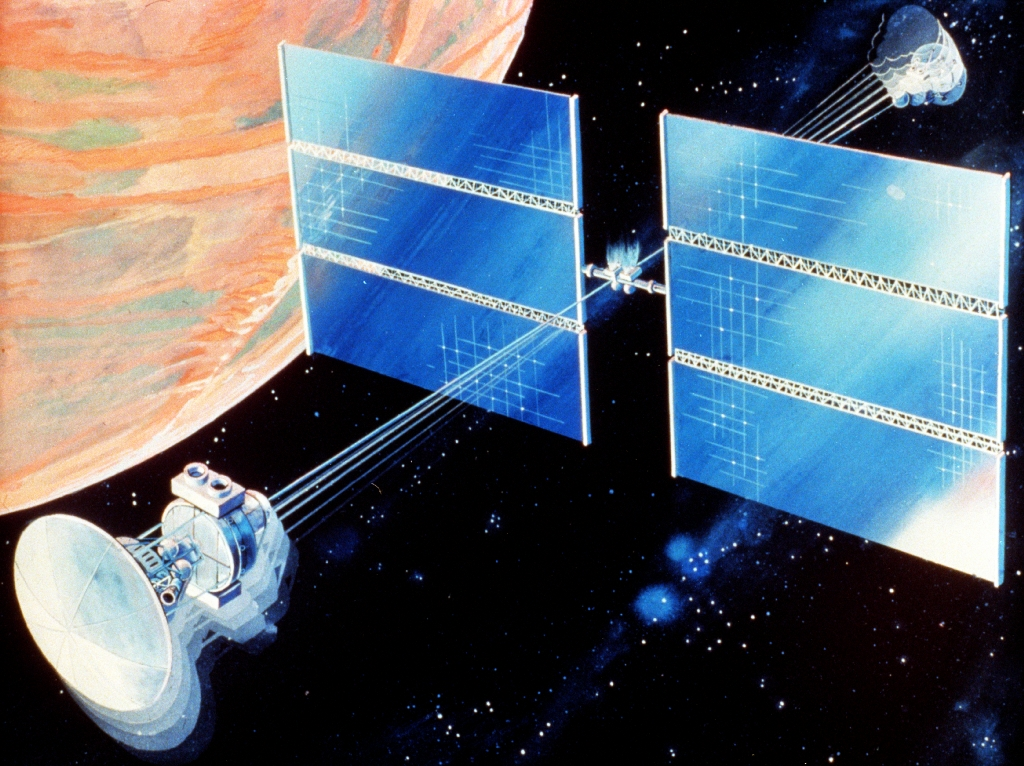
En la visió artística, la nau espacial proporciona gravetat artificial per cable (1989)

### Suport de vida
Els sistemes de suport de vida han de ser capaços de suportar la vida humana per setmanes, mesos o fins i tot anys. S'ha de mantenir una atmosfera respirable d'almenys 35 kPa (5psi), amb quantitats adequades d'oxigen, nitrogen, i nivells controlats de diòxid de carboni, traces de gasos i vapor d'aigua.

### Radiació
Quan un vehicle surt de l'òrbita terrestre baixa i la protecció de la magnetosfera de la Terra, entra en el cinturó de radiació de Van Allen, una regió d'alta radiació. Un cop allà, a través de la radiació es redueix a nivells inferiors, amb un fons constant d'energia alta de raigs còsmics que representen una amenaça per a la salut. Aquests són perillosos per períodes d'anys a dècades.
Els científics de l'Acadèmia Russa de les Ciències estan buscant mètodes per reduir el risc de càncer induït per la radiació en preparació per a la missió a Mart. Consideren com una de les opcions en el sistema de suport de vida com la generació d'aigua potable en baix contingut de deuteri (un estable isòtop d'hidrogen) per ser consumit pels membres de la tripulació. Les investigacions preliminars han demostrat que els El deuteri empobrit en aigua proporciona efectes contra el càncer. Per tant, el deuteri dissolt en aigua potable es considera que té potencial de reduir el risc de càncer causat per exposició a la radiació extrema per a la tripulació marciana.
A més, les ejeccions de massa coronal del Sol són altament perilloses, i són fatals en un termini de temps molt curt per als éssers humans llevat que estiguin protegits amb blindatge massiu.

### Fiabilitat
Qualsevol problema important per a una nau espacial en ruta és probable que sigui mortal, i fins i tot un problema menor pot tenir resultats perillosos si no es repara ràpidament, difícil d'aconseguir en l'espai obert. La tripulació de la missió Apollo 13 han sobreviscut malgrat una explosió causada per un tanc d'oxigen defectuós (1970); les tripulacions del Soiuz 11 (1971), els Transbordadors Espacials Challenger (1986) i Columbia (2003) van ser morts pel mal funcionament dels components de les seves naus.

### Finestres de llançament
Per raons astrodinàmiques, el viatge espacial barat a altres planetes només és pràctic en cert finestres o períodes. Fora d'aquestes finestres, els planetes són essencialment inaccessibles des de la Terra amb la tecnologia actual. Això limita i impedeix els vols de rescat en cas d'emergència.